# مجلة تعليم المعلمين
مجلة تعليم المعلمين: مجلة أكاديمية تتم مراجعتها من قبل الأقران وتنشر أبحاثًا في مجال التعليم . تونيا بارتيل ودوريندا كارتر أندروز وروبرت فلودن وجيل ريتشموند ( جامعة ولاية ميتشيغان ) محرروا المجلة . تم نشره منذ عام 1950 ويتم نشره حاليًا بواسطة اس إي جي إي بالتعاون مع الرابطة الأمريكية للكليات لتعليم المعلمين .

## نطاق
تتمثل مهمة مجلة تعليم المعلمين ، وهي المجلة الرئيسية لـ إ إ سي تي إي ، في العمل كمنتدى بحثي لمجموعة متنوعة من العلماء الذين يستثمرون في الإعداد والدعم المستمر للمعلمين والذين يمكن أن يكون لهم صوت كبير في المناقشات واتخاذ القرارات -التعامل مع قضايا تعليم المعلمين ومن أحد الأهداف الأساسية للمجلة هو استخدام الأدلة من التحقيق الدقيق لتحديد ومعالجة القضايا المعقدة بشكل متزايد التي تواجه تعليم المعلمين على المستويين الوطني والعالمي. تشمل هذه القضايا ، على سبيل المثال لا الحصر ، إعداد المعلمين للتعامل بفعالية مع احتياجات الشباب المهمشين وأسرهم ومجتمعاتهم ؛ تصميم البرنامج وتأثيره ؛ اختيار وتوظيف واستبقاء المعلمين من المجموعات الممثلة تمثيلا ناقصا ؛ السياسة المحلية والوطنية ؛ مسئولية؛ وطرق الحصول على الشهادة.
جي تي إي لا تنشرمراجعات الكتب أو تقييمات البرامج أو المقالات التي تصف فقط البرامج أو مكونات البرنامج أو الدورات التدريبية أو الخبرات الشخصية. بالإضافة إلى ذلك ، ولا تقبل جي تي إي المخطوطات التي تتعلق فقط بتطوير أداة أو التحقق من صحتها ما لم ينتج عن استخدام هذه الأداة بيانات توفر رؤى جديدة حول القضايا ذات الصلة بتعليم المعلمين (جامعة ولاية ميشيغان ، فبراير 2016).

## الاستخلاص والفهرسة
مجلة تعليم المعلمين تم تلخيصها وفهرستها ، من بين قواعد بيانات أخرى ، الملخصات الاجتماعية وفهرس الاستشهادات في العلوم الاجتماعية وفقًا لتقارير الإقتباس من المجلة ، فإن عامل التأثير لعام 2017 هو 3.18 ، مما يجعلها 12 من أصل 238 مجلة في فئة `` التعليم والبحث التربوي ''. 

## روابط خارجية
- الموقع الرسمي
- موقع AACTE الرسمي